# Oakdale (California)
Oakdale è una città degli Stati Uniti d'America, situata in California, nella contea di Stanislaus.